# ونکتپورا، لینگسوگور
ونکتپورا، لینگسوگور (به انگلیسی: Venkatapura, Lingasugur) یک روستا در هند است که در Raichur district واقع شده‌است.